# Benben
Benben (altägyptisch benbenti für „der vom Benben-Stein“) ist der Name eines pyramidenförmigen göttlichen Steins von Heliopolis, Hauptstadt des 13. unterägyptischen Gaus des unversehrten Zepters, 12 km nordöstlich von Kairo. Der Benben wird als der Urhügel aufgefasst, auf dem Atum zum ersten Male Land betrat. 

Der Benben-Stein wird zunächst eng verbunden mit den Göttern Sokar und Atum, der aus dem Urwasser des Nun auftauchte; in deren Tempeln fanden sich dem Benben entsprechende Steine. Die Spitze eines Obelisken wie auch die von ägyptischer Pyramiden, das Pyramidion, wird im Altägyptischen benbenet genannt.
Erstmals erwähnt wird der Benben in den Pyramidentexten im Zusammenhang mit einem Obelisken („Techen“). Eine Verbindung zum Sonnengott Re in Heliopolis kann für die frühe Phase des Benben-Steinkultes nicht festgestellt werden, da Inschriften und archäologische Funde fehlen. Die früher angenommenen Verbindungen des Benben-Steins als „Vorlage“ zu den Bauten in den Sonnenheiligtümern beruhten auf „möglichen Interpretationen“ und Anachronismen, weshalb diese Vermutungen nicht bestätigt werden konnten.
Der Benben wurde später im innersten Heiligtum des „Hauses des Re“ aufbewahrt. Den gleichen Namen trug auch das Allerheiligste im Tempel des Aton in Tell el-Amarna (Achet-Aton).